# Arquitectura orientada al web
L'arquitectura orientada al Web (WOA) és un estil d'arquitectura software que estén el SOA (en anglès Service-oriented architecture) per aplicacions basades en Web, i és a vegades considerada com una versió lleugera d'aquesta. WOA també té com a objectiu maximitzar la interacció entre el navegador i el servidor utilitzant tecnologies com REST (en anglès Representatational State Transfer) i POX (en anglès Plain Old XML).
La Gartner el defineix el terme "Arquitectura orientada al Web" per referirse a un subestil d'una arquitectura orientada a servicis basada en Web.L'objectiu és transformar la integració d'una aplicació-a-aplicació tradicional a un "niu de rates" de interfaces especialitzades en una web genérica d'hipermèdia connectades globalment.
Els axiomes de l'arquitectura Web descriuen els blocs bàsics de construcció(URIs) i com es poden combinar en sistemes més amples.
- Axioma 0: Universalitat 1 - Qualsevol recurs de qualsevol lloc pot ser donada per una URI.
- Axioma 0a: Universalitat 2 - Qualsevol recurs d'importància ha de donar un URI.
- Axioma 1: Àmbit global - No importa a qui o on especifique la URI, ja que, tindrà el mateix significat.
- Axioma 2a: Igualtat - una URI repetida fa referència a la "mateixa" cosa.
- Axioma 2b: Identitat - sobre les URI's, s'aclareix, repestecte la 2a - el significat de la identitat per a una URI donada, és determinada per la persona que la posseeix, el qual determina a què apunta.
- Axioma 3: no única - l'espai URI no té per què ser l'únic espai universal

## Especificacions
- Qworum Arxivat 2011-02-23 a Wayback Machine. és una especificació i una plataforma que permiteix a les aplicacions Web que es construiran amb la combinació de servicis que estan disponibles a la xarxa. Els servicis interactius són aquells que interaccionen amb l'usuari final a través de págines web convencionals. Cadascun dels servicis, al mateix temps, poden estar compostos per altres servicis, la cual cosa evita la necessitat d'una capa de control al damunt de la capa de servicis.